# Здихово (Врбовсько)
45°25′ пн. ш. 15°13′ сх. д. / 45.42° пн. ш. 15.22° сх. д.
Здихово (хорв. Zdihovo) — населений пункт у Хорватії, у Приморсько-Горанській жупанії у складі міста Врбовсько.

## Населення
Населення за даними перепису 2011 року становило 28 осіб.
Динаміка чисельності населення поселення:

## Клімат
Середня річна температура становить 10,53 °C, середня максимальна – 24,67 °C, а середня мінімальна – -5,92 °C. Середня річна кількість опадів – 1259 мм.
| Клімат поселення                              | Клімат поселення | Клімат поселення | Клімат поселення | Клімат поселення | Клімат поселення | Клімат поселення | Клімат поселення | Клімат поселення | Клімат поселення | Клімат поселення | Клімат поселення | Клімат поселення | Клімат поселення |
| Показник                                      | Січ.             | Лют.             | Бер.             | Квіт.            | Трав.            | Черв.            | Лип.             | Серп.            | Вер.             | Жовт.            | Лист.            | Груд.            |                  |
| Середній максимум, °C                         | 6,67             | 8,52             | 12,61            | 16,87            | 21,43            | 24,67            | 23,90            | 23,44            | 19,79            | 14,89            | 9,08             | 5,21             |                  |
| Середня температура, °C                       | 0,38             | 2,23             | 6,31             | 10,56            | 15,14            | 18,38            | 20,09            | 19,62            | 15,96            | 11,08            | 5,26             | 1,38             |                  |
| Середній мінімум, °C                          | −5,92            | −4,06            | 0,02             | 4,28             | 8,84             | 12,07            | 16,26            | 15,79            | 12,14            | 7,24             | 1,45             | −2,44            |                  |
| Норма опадів, мм                              | 68               | 74               | 89               | 106              | 100              | 125              | 104              | 107              | 120              | 133              | 131              | 102              |                  |
| Середньомісячна швидкість вітру, м/с          | 1.44             | 1.62             | 1.99             | 1.92             | 1.80             | 1.65             | 1.61             | 1.50             | 1.42             | 1.42             | 1.56             | 1.54             |                  |
| Середньомісячна сонячна радіація, кДж/м²·день | 4150             | 6851             | 10265            | 14784            | 19044            | 20672            | 21868            | 18877            | 13724            | 8680             | 4574             | 3415             |                  |
| --------------------------------------------- | ---------------- | ---------------- | ---------------- | ---------------- | ---------------- | ---------------- | ---------------- | ---------------- | ---------------- | ---------------- | ---------------- | ---------------- | ---------------- |
| Джерело:                                      |                  |                  |                  |                  |                  |                  |                  |                  |                  |                  |                  |                  |                  |